# Костюченко, Инна Андреевна
Инна Андреевна Костюченко (род. 1 сентября 1995, Ярославль) — российская лыжница и биатлонистка, выступавшая под флагом Беларуси. Мастер спорта России по лыжным гонкам. В 2020 году завершила спортивную карьеру.

## Биография
В двухлетнем возрасте вместе с родителями уехала в город Микунь Республики Коми, на родину отца.
Серебряный и бронзовый призёр Всероссийских соревнований по лыжным гонкам за 2015 и 2017 год.
В 2018 году Костюченко сменила вид спорта и перешла в биатлонную сборную Беларуси, в составе которой принимала участие в борьбе за Кубок мира. В том же году вошла в топ-10 спринта на этапе Кубка IBU в Швеции, заняв 8-е место.
В 2019 году вернулась в сборную России для участия в лыжных гонках.
В 2020 году завершила спортивную карьеру и переехала в Москву, где занялась дизайном и пошивом одежды, а также работая бьютимастером. Снялась в качестве дублера в фильме «Белый снег» о знаменитой лыжница XX века Елене Вяльбе.

### Турнирная история
Участие в борьбе за Кубок мира по биатлону 2018/2019.
| Этап     | Место проведения | Команда                          | Гонка    | Место | Время     |
| 8-й этап | Солт-Лейк-Сити   | 7,5 км Спринт (Ж)                | Беларусь | 83    | 25:49.500 |
| 7-й этап | Канмор           | 4 х 6 км Эстафета (Ж)            | Беларусь | 16    | 2+3 0+2   |
| 7-й этап | Канмор           | 12,5 км Индивидуальная гонка (Ж) | Беларусь | 87    | 48:13.000 |

Участие в борьбе за Кубок IBU 2018/2019.
| Этап | Место проведения | Гонка                                     | Команда  | Место | Время     |
| 5-й  | Арбер            | 7,5 км Спринт (Ж)                         | Беларусь | 66    | 25:40.100 |
| 5-й  | Арбер            | 12,5 км Индивидуальная. гонка (Ж)         | Беларусь | 58    | 44:40.600 |
| 4-й  | Душники-Здруй    | 7,5 км Спринт (Ж)                         | Беларусь | 34    | 23:01.000 |
| 4-й  | Душники-Здруй    | 7,5 км Спринт (Ж)                         | Беларусь | 40    | 24:24.000 |
| 3-й  | Обертиллиах      | 7,5 км Спринт (Ж)                         | Беларусь | 53    | 22:48.700 |
| 3-й  | Обертиллиах      | 15 км Индивидуальная гонка (Ж)            | Беларусь | 59    | 48:04.900 |
| 2-й  | Риднаун          | 7,5 км Спринт (Ж)                         | Беларусь | 61    | 26:42.600 |
| 2-й  | Риднаун          | 2х6 км + 2х7,5 км Смешанная стафета (М/Ж) | Беларусь | 12    | 0+1 1+3   |
| 1-й  | Идре             | 10 км Преследование (Ж)                   | Беларусь | -     | DNS       |
| 1-й  | Идре             | 7,5 км Спринт (Ж)                         | Беларусь | 8     | 24:20.600 |
| 1-й  | Идре             | 7,5 км Спринт (Ж)                         | Беларусь | 57    | 27:25.100 |